# Angelo azzurro (cocktail)
L'angelo azzurro è un cocktail alcolico italiano. È considerato uno dei cocktail più popolari in Italia negli anni novanta, insieme al B-52 e all'Invisibile.

## Storia
L'origine dell'angelo azzurro è stata per molto tempo piuttosto incerta. Un'ipotesi in passato accreditata affermava che il cocktail fosse una variante del Blue Lagoon, nata in Italia fra la fine degli anni cinquanta e l'inizio degli anni sessanta e che il nome provenisse dal film del 1930 L'angelo azzurro, con protagonista Marlene Dietrich. Il cocktail, noto quasi esclusivamente in Italia, è diventato celebre a partire dagli anni novanta, periodo in cui i clienti delle discoteche hanno iniziato, dato l'elevato tenore alcolico, a richiederlo.
Nel novembre 2020 la rivista Bartales pubblica un articolo a firma Bastian Contrario in cui attribuisce la creazione del cocktail allo storico barman di Roma Giovanni "Mammina" Pepè. Arrivato a Roma partendo dalla provincia napoletana, nella Capitale avrebbe lavorato prima per la discoteca gay Alibi e poi per il bar Angelo Azzurro di Trastevere, locale gay con tipico pavimento a scacchiera, frequentato fino ai primi anni Novanta.

## Ricetta
La ricetta originale di Mammina prevedeva gin, Cointreau e blue curaçao.
Non è mai stato codificato dall'IBA, che invece nel 1987 ha disciplinato il Blue Lagoon, che seppur coevo, si tratta di un drink diverso: 1/10 blue curaçao 3/10 succo di limone e 6/10 gin. L'Angelo Azzurro è uno dei cocktail con la gradazione alcolica più elevata: circa 35° per 210 calorie su 100 ml di prodotto. Ne deriva un sapore di alcool molto forte, con note agrumate, secche ed aspre.

### Ingredienti
- 6 cl di gin
- 4 cl di triple sec o (Cointreau)
- 1 cl di blue curaçao[3]

### Preparazione
Posizionare in congelatore i calici Martini, dopodiché versare gli ingredienti (senza un particolare ordine) in uno shaker con qualche cubetto di ghiaccio ed agitare. Infine, trasferire solo i liquidi nelle coppe prelevate dal freezer e guarnire il tutto con scorza di limone o lime.

## Varianti
Non essendoci una codifica ufficiale, esistono diverse versioni di questo cocktail. Generalmente, vi sono modifiche riguardanti le proporzioni dei tre ingredienti; la formula più utilizzata prevede una parte di gin, una parte di triple sec e una parte di blue curaçao. Altre varianti prevedono una variazione o l'aggiunta di ingredienti. Fra le più comuni vi sono:
- Bomba Blu: versione long drink in cui si aggiungono 9 cl di limonata o gassosa, servendo poi mescolato in un bicchiere highball;[3]
- Orishas Azul (o Ángel Azùl): si sostituisce al gin il rum bianco;
- Valchiria Azzurra: si sostituisce il gin con la vodka.[7]